# The Secret Language of Birds
The Secret Language of Birds (2000) je třetí sólové album Iana Andersona vedoucího skupiny Jethro Tull. Bylo pojmenováno podle výrazného zpěvu ptactva za svítání, slyšitelného hlavně na jaře.

## Seznam stop
1. The Secret Language Of Birds – 4:17
2. The Little Flower Girl – 3:37
3. Montserrat – 3:21
4. Postcard Day – 5:07
5. The Water Carrier – 2:56
6. Set-Aside – 1:29
7. A Better Moon – 3:46
8. Sanctuary – 4:42
9. The Jasmine Corridor – 3:54
10. The Habanero Reel – 4:01
11. Panama Freighter – 3:21
12. The Secret Language Of Birds, PT. II – 3:06
13. Boris Dancing – 3:07
14. Circular Breathing – 3:45
15. The Stormont Shuffle – 3:20
16. Extra Track Intro (unlisted) – 0:08
17. In the Grip Of Stronger Stuff (unlisted) – 2:50
18. Thick as A Brick (unlisted) – 2:37